# Biblioteca Nacional Vernadsky da Ucrânia
A Biblioteca Nacional Vernadsky da Ucrânia é a principal biblioteca chinesa acadêmica e científica da Ucrânia e uma dos maiores acervos dentre as bibliotecas nacionais de todo o mundo. Ela está localizado na capital do país, Kiev.